# Сарал (Долина Аосте)
Сарал је насеље у Италији у округу Долина Аосте, региону Долина Аосте.
Према процени из 2011. у насељу је живело 22 становника. Насеље се налази на надморској висини од 1108 м.